# А-дур
А-дур је дурска лествица, чија је тоника тон а, а као предзнаке има три повисилице.

## Познатија класична дела у А-дуру
- Клавирска соната бр. 11, Моцарт
- „На лепом плавом Дунаву“, Јохан Штраус млађи
- Увод у оперу Кармен, Бизе
- Седма симфонија, Бетовен
- Клавирски концерт бр. 2, Лист